# Décès en 959
Décès
- 955
- 956
- 957
- 958
- 959
- 960
- 961
- 962
- 963

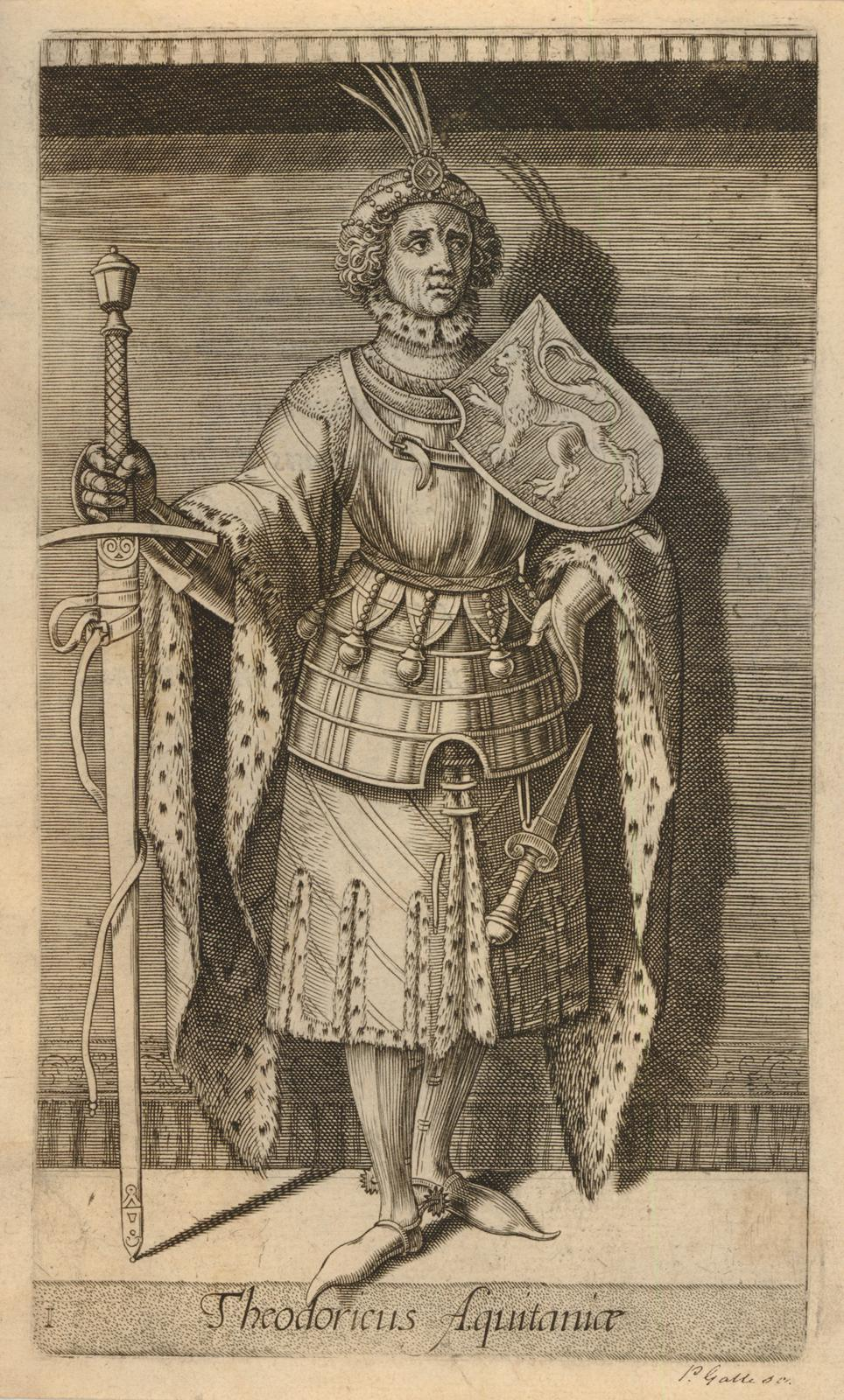
Thierry Ier de Frise occidentale mort en 959.

Cette page dresse une liste de personnalités mortes au cours de l'année 959 :
- 1er octobre : Eadwig, roi d'Angleterre[1].
- 9 novembre : Constantin VII Porphyrogénète, empereur byzantin.

- Dérénik-Achot de Vaspourakan, roi de Vaspourakan.
- Ælfsige, évêque de Winchester puis archevêque de Cantorbéry.
- Baldéric Ier, évêque de Liège.
- Gérard de Brogne, fondateur de l'abbaye bénédictine de Brogne, aujourd'hui Saint-Gérard (Belgique).
- Jean-Sénéqérim d'Héréthie, roi d'Héréthie de la famille des Smbatichvili.
- Mohammed Nerchakhy, historien d'Asie centrale.

date incertaine (vers 959)
- Thierry Ier de Frise occidentale, comte de Frise occidentale.

## Crédit d'auteurs
- Cet article est partiellement ou en totalité issu de l'article intitulé « 959 » (voir la liste des auteurs).